# Alonzo J. Edgerton

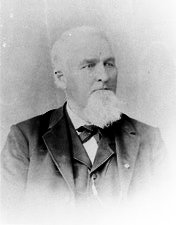
Alonzo J. Edgerton

Alonzo Jay Edgerton (* 7. Juni 1827 in Rome, Oneida County, New York; † 9. August 1896 in Sioux Falls, South Dakota) war ein US-amerikanischer Jurist und Politiker (Republikanische Partei), der den Bundesstaat Minnesota im US-Senat vertrat.
Nach dem Ende seiner Schulausbildung besuchte Alonzo Edgerton die Wesleyan University in Middletown (Connecticut) und machte dort 1850 seinen Abschluss. Er zog 1855 nach Minnesota, wo er sich in Mantorville niederließ. In der Folge studierte er die Rechtswissenschaften, wurde in die Anwaltskammer aufgenommen und begann als Jurist in seiner neuen Heimatstadt zu praktizieren. Später stieg er zum Staatsanwalt im Dodge County auf.
Sein erstes politisches Mandat hatte Edgerton zwischen 1858 und 1859 als Mitglied des Senats von Minnesota ausbrach. Nach Ausbruch des Bürgerkrieges schloss er sich dem Unionsheer an und brachte es dort bis zum Brevet-Brigadegeneral. Er verließ das Militär im Jahr 1867. Von 1871 bis 1875 amtierte er als Eisenbahnbeauftragter (Railroad Commissioner) von Minnesota; zwischen 1877 und 1879 saß er erneut im Staatssenat.
Nach dem Rücktritt des als Finanzminister ins Bundeskabinett berufenen US-Senators William Windom am 7. März 1881 wurde Alonzo Edgerton zu dessen Nachfolger im Kongress ernannt. Er verblieb aber nur vom 12. März 1881 bis zum 30. Oktober desselben Jahres in Washington, ehe er sein Mandat wieder an Windom übergab. Dieser war nach dem Mord an Präsident James A. Garfield von seinem Ministerposten zurückgetreten und hatte sich dann wieder um seinen vormaligen Senatssitz beworben.
Edgerton konzentrierte sich in den folgenden Jahren auf seine juristische Laufbahn. Er wurde zum Obersten Richter im Dakota-Territorium ernannt; nach der Aufteilung des Territoriums in die Bundesstaaten North und South Dakota fungierte er im südlichen Staat als Richter am dortigen Bundesbezirksgericht. Außerdem stand er später noch dem Verfassungskonvent von South Dakota als Präsident vor. Edgerton starb im August 1896 in Sioux Falls und wurde in Mantorville beigesetzt.